# (613037) 2005 RP43
(613037) 2005 RP43 est un transneptunien de magnitude absolue 6,04. Son diamètre est estimé à 250 km. Il serait en résonance 2:11 avec Neptune.